# Alpi Eagles
Pour les articles homonymes, voir Eagles (homonymie) et ELG.

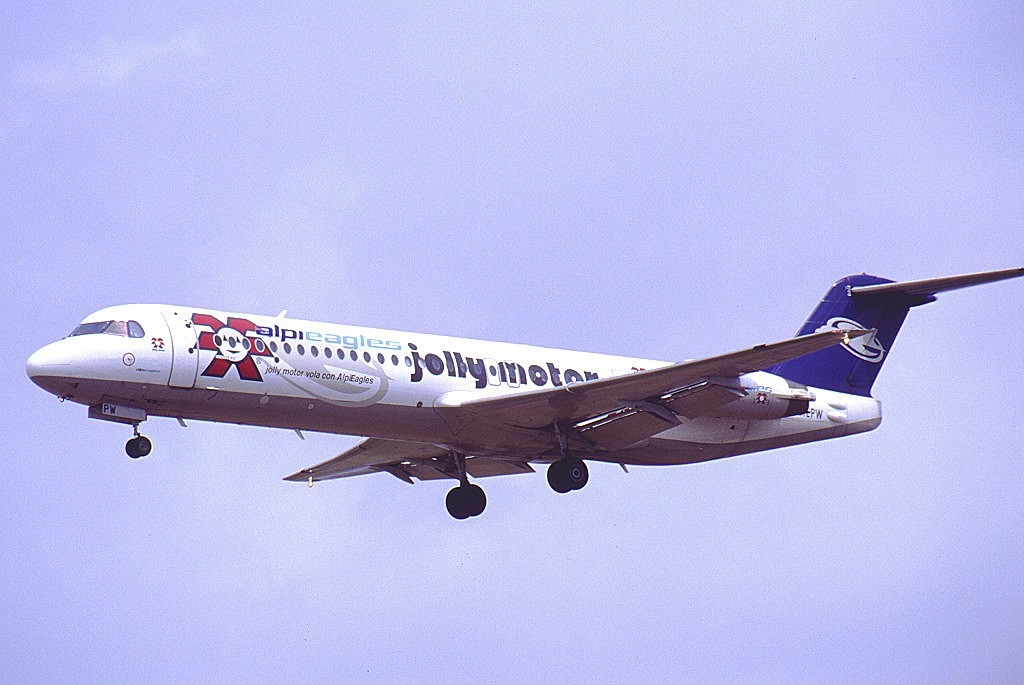
Fokker 100 d'Alpi Eagles en 2001

AlpiEagles SpA (Code AITA : E8 ; code OACI : ELG) était une compagnie aérienne italienne.
Compagnie privée régionale fondée en 1979 comme team acrobatique, elle se diversifia dans le marché des vols d'affaires. En mai 1996, elle commença un service de vols réguliers au départ de Venise. Elle cessa toutes opérations au 1er janvier 2008. Pendant son existence, elle assura quelquefois avec ses avions des vols de la compagnie CCM Airlines
Le 1er janvier 2008 les avions de la compagnies sont cloués au sol. Les autorités italiennes viennent de retirer les licences de la compagnie. C'est la fin de la compagnie.
Nom commercial : AlpiEagles
Nom de la société : Alpi Eagles S.p.A.
Adresse :
Via Enrico Mattei 1/C,
c/o Centro Direzionale Valecenter,
I-30020 Marcon (VE), province de Venise, Italie.

## Destinations
- Alghero (en Sardaigne)
- Athènes
- Barcelone
- Bari
- Bergame
- Bologne
- Brindes
- Bucarest
- Cagliari
- Catane
- Chișinău
- Cluj-Napoca
- Kiev
- Lamezia Terme
- Milan
- Moscou
- Naples
- Nice
- Olbia
- Palerme
- Paris (Aéroport_Paris-Charles-de-Gaulle)
- Prague
- Pristina
- Reggio Calabria
- Timișoara
- Tirana
- Trieste
- Venise
- Vérone
- Valencia